# 杨逸棠

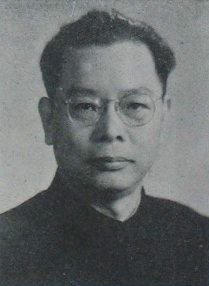
杨逸棠近照

杨逸棠（1902年—1982年2月24日），广东梅县人，中华人民共和国新闻家。
早年参加1926年省港大罢工，后随军参加北伐。曾任中国农工民主党广东省工作委员会主任。1949年9月出席政协第一届全体会议。历任中央人民政府交通部办公厅副主任，中国农工民主党中央委员、中央联络工作委员会主任等。1982年2月24日逝世。